# Moukhtar Sayed
Moukhtar Sayed (in arabo مختار سياد‎?; Kenitra, 16 aprile 1942) è un ex cestista marocchino.

## Carriera
Con il Marocco ha disputato i Giochi olimpici di Città del Messico 1968.